# Alcis oxyrrina
Alcis oxyrrina är en fjärilsart som beskrevs av Eugen Wehrli 1943. Alcis oxyrrina ingår i släktet Alcis och familjen mätare. Inga underarter finns listade i Catalogue of Life.